# Święty Bartłomiej (obraz El Greca, wersja z Prado)
Święty Bartłomiej – obraz hiszpańskiego malarza pochodzenia greckiego Dominikosa Theotokopulosa, znanego jako El Greco.
Portret Bartłomieja Apostoła z Prado należał do cyklu zwanego Apostolados, choć nie jest identyfikowany z żadnym ze znanych cykli. Wiadomo, że jedna z zachowanych wersji pochodziła z Arteche, jej miejsce przechowywania nie jest znana.

## Opis i geneza obrazu
Apostoł Bartłomiej został przedstawiony jako stary mężczyzna z siwym zarostem i długą siwą brodą, w niebieskiej tunice i w czerwonym płaszczu. W rękach trzyma wielką księgę, taka samą jaką trzymają Święty Łukasz z Arteche i Święty Jakub Młodszy z Museo del Greco. W wersjach z Arteche i Museo de Santa Cruz wolumin jest znacznie słabiej namalowany, brak w nim wyraźnych wzorów na grzbiecie; księga, jak i cała postać namalowana jest w sposób szkicowy bez zaznaczenia wyraźnych konturów. Księga jako atrybut Bartłomieja oraz kolor jego szat powoduje, iż jego identyfikacja nie jest do końca pewna. Historycy z muzeum Prado nie identyfikują apostoła i na podstawie wcześniejszych zapisów katalogowych z Alkazaru w Madrycie nadają postaci anonimowość José Gudiol i Harold Wethey atrybucje zgodnie przypisują pracowni El Greca, ale identyfikują apostoła z Bartłomiejem.

## Proweniencja
Do 1668 roku obraz znajdował się w Madrycie w kolekcji Alkazar, następnie do 1734 rok w klasztorze San Gil i siedzibie arcybiskupa Madrytu; do 1747 roku w Palacio Real Nuevo, w Madrycie; do 1772 roku w Palacio del Buen Retiro, do 1794 w Buen Retiro.

## Inne wersje
- Święty Bartłomiej, Museo de Santa Cruz
- Święty Bartłomiej (1603-1608), 36 × 26 cm, kolekcja nieznana; apostoł z serii Arteche.